# 馬見古墳群
馬見古墳群（うまみこふんぐん）は奈良盆地西南部の奈良県北葛城郡河合町・同郡広陵町から香芝市・大和高田市にかけて広がる馬見丘陵とその周辺に造営された古墳群。県下でも有数の規模を持つ古墳分布地帯で、北群・中央群・南群の3群からなる。

## 概要
馬見丘陵は、盆地西部の南北約7キロメートル×東西約3キロメートルに広がる標高70～80メートルの丘陵地帯で、馬見古墳群はこの丘陵一帯に分布している。総数は250基以上を数え、佐紀盾列古墳群と大和・柳本古墳群とともに「大和3大古墳群」とも呼ばれる。
4世紀末から6世紀にかけて造営されたと見られる。古代豪族・葛城氏の墓域とみる説もある。この葛城地域には、古墳時代前期の中頃から有力な古墳の造営が始まり、前期中葉から中期には、墳丘長200メートルを超える規模の古墳が造営されている。

## 主な古墳
大型前方後円墳の分布により、大きく北群・中央群・南群の3群に分けられる。

### 北群
- 大塚山古墳（河合町川合、中期、前方後円墳、全長215メートル、後円部径118メートル、高さ15.8メートル、前方部幅123メートル高さ16.89メートル、墳丘は三段築成、葺き石と埴輪列をもつ。埋葬施設は竪穴式石室に長持形石棺ではと推測されている。） - 大塚山古墳群は馬見古墳群に含めない見解もある。古墳群は5世紀中葉と推定されている。
- 島の山古墳（川西町唐院、前期、前方後円墳、190メートル）
- 高山塚1～4号古墳
  - 1号古墳（中良塚古墳、前方後円墳、全長68メートル、後円部径45メートル、高さ6.5メートル、周囲に平均14メートルの周濠、葺き石と円筒埴輪列（家形などの形象埴輪が含まれる）。
  - 2～4号古墳（3基とも円墳。1号墳の西南に点在している。）
- 九僧塚古墳（大塚山古墳のくびれ部に接する一辺33メートル、高さ3メートルの二段築成の方墳で陪塚）
- 丸山古墳（帆立貝形古墳、全長60メートル、周濠。）

### 中央群

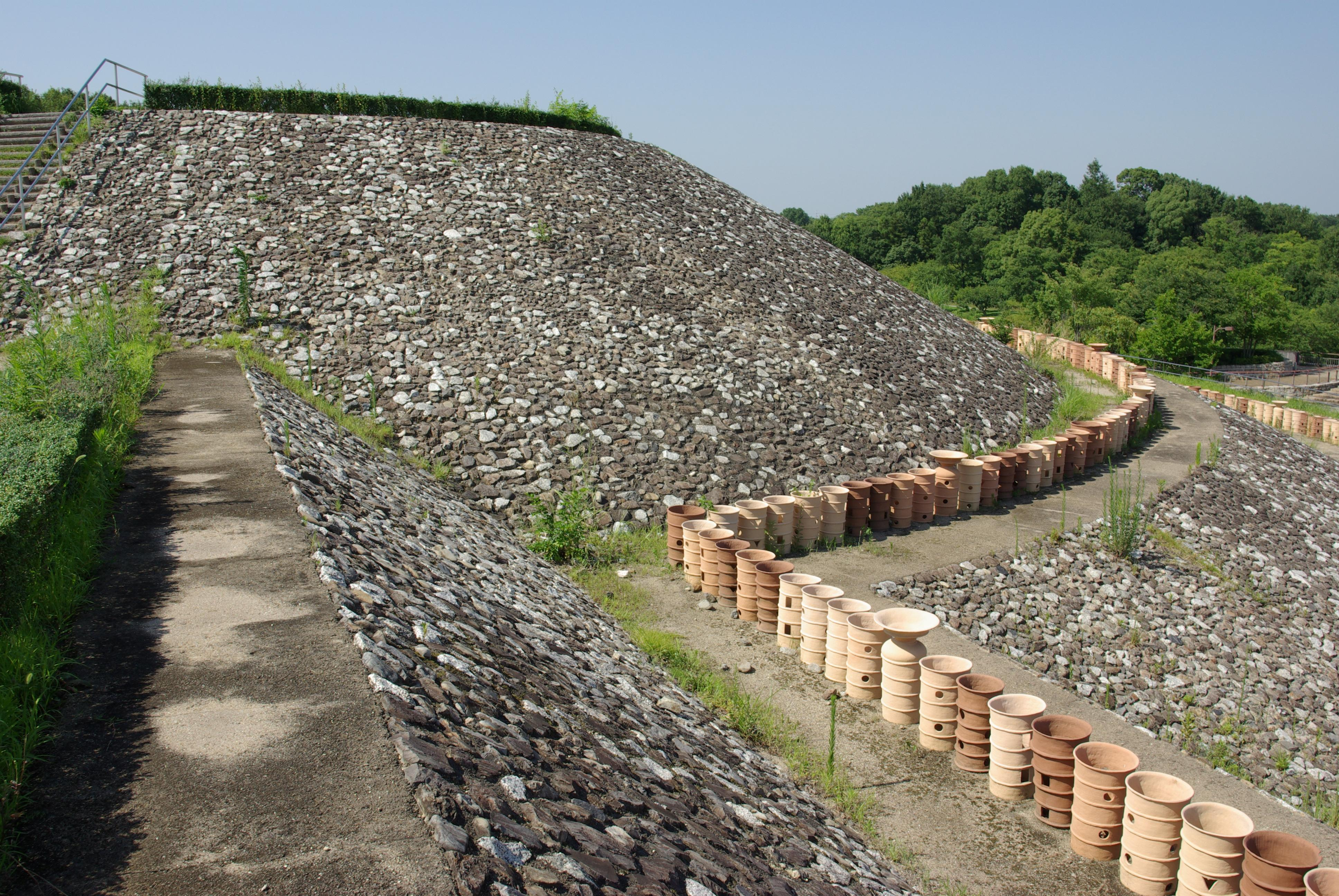
復元されたナガレ山古墳のくびれ部。前方部から見る。

- 巣山古墳（広陵町三吉、前期、前方後円墳、204メートル）- 特別史跡。日本を代表する周濠型前方後円墳。
- ナガレ山古墳（河合町佐味田）（5世紀前半、前方後円墳、105メートル）- 史跡。墳丘の半分の葺石・埴輪列が復元される。
- 佐味田宝塚古墳（河合町佐味田）- 史跡。30面を超える銅鏡が出土。その中に鏡背に四棟の家屋文様が描かれた家屋文鏡がある。葛城王朝の存在を首肯する説においては、その末期頃の宮殿を描いたもので、それぞれの文様から高殿、高屋、高倉、殿舎であろうと推測されている。
- 新木山古墳（広陵町新木山、中期、前方後円墳、200メートル） - 陵墓参考地
- 乙女山古墳（北葛城郡河合町佐味田字乙女山・広陵町大字寺戸字乙女、帆立貝形古墳、130メートル、5世紀前半）

### 南群
- 新山古墳（しんやま、広陵町大塚、前期、前方後方墳、137メートル）- 34面の銅鏡が出土。
- 狐井城山古墳（きついしろやま、香芝市狐井・良福寺、後期、前方後円墳、全長109メートル、後円部径60メートル、高さ10メートル、前方部幅73メートル、葺石と円筒埴輪が施されている。周濠。）
- 築山古墳（つきやま、大和高田市築山、中期、前方後円墳、210メートル）- 陵墓参考地
- コンピラ山古墳（こんぴらやま、大和高田市築山、円墳、95メートル）
- 狐井塚古墳（きついづか、大和高田市池田、前方後円墳、75メートル）
- 池田遺跡（いけだいせき、大和高田市池田）-池田古墳群と呼ばれる埋没古墳11基を確認、形象埴輪などが出土。
  - 領家山1号墳（りょうけやま1ごう、大和高田市領家、円墳）- 池田遺跡に含まれる。また狐井塚古墳の陪塚（飛地ほ号）。埴輪などが出土。南側近接地で大型鶏形埴輪が出土[2]。